# Lonesome
Lonesome je australský dramatický film z roku 2022, který režíroval Craig Boreham podle vlastního scénáře. Snímek měl světovou premiéru na Mezinárodním filmovém festivalu v Seattlu v 21. dubna 2022.

## Děj
Casey pochází z malého australského města. Mladý gay jede stopem přes australský venkov do Sydney, aby unikl z prostředí plného předsudků, kde se cítil velmi osamělý. Když se konečně dostane do Sydney, kde vyniká svým kovbojským kloboukem a maloměstským chováním, přihlásí se do seznamovací aplikace a díky tomu se seznámí s Tibem.

### Obsazení
| Josh Lavery      | Casey   |
| Daniel Gabriel   | Tib     |
| Anni Finsterer   | Carol   |
| Ian Roberts      | Pietro  |
| Ally Morgan      | Candice |
| Vincent Andriano | Zaddy   |
| Mark Paguio      | Jerry   |
| Damien Killeen   | Paddy   |

## Ocenění
- Ceny Australské filmové akademie za televizní umění: nominace na nejlepší indie film
- Australian Directors Guild Awards: nominace na nejlepší režii za celovečerní film s rozpočtem pod 1 milion dolarů (Craig Boreham)
- Mezinárodní filmový festival v Guadalajara: nominace do hlavní soutěže